# 尹儒
尹儒（1522年—？），字子珎，湖廣德安府隨州人，民籍，明朝政治人物。

## 生平
嘉靖二十五年（1546年）丙午科湖廣鄉試第二十八名舉人。嘉靖三十八年（1559年）中式己未科會試第九十九名，二甲第四十名進士。

## 家族
曾祖尹龍；祖父尹瑄；父尹昶，母姚氏。永感下。